# Tudor Mărăscu
Tudor Mărăscu (n. 10 noiembrie 1940, București – d. 22 ianuarie 2012, București) a fost un regizor român de teatru și film.
A fost profesor universitar la Universitatea de Artă Teatrală și Cinematografică din București.

## Filmografie

### Regizor
- 1980 Bună seara, Irina!
- 1980 Banchetul
- 1981 Învingătorul
- 1983 Singur de cart
- 1986 Încrederea
- 1988 Miracolul
- 1995 Mincinosul - film TV
- 2001 Conu Leonida în față cu reacțiunea - film TV

### Actor
- Cartierul veseliei (1965)

## Premii și distincții
Președintele României Ion Iliescu i-a conferit profesorului Tudor Mărăscu la 10 decembrie 2004 Ordinul „Meritul pentru Învățământ” în grad de Comandor, „pentru abnegația și devotamentul puse în slujba învățământului românesc, pentru contribuția deosebită la dezvoltarea și promovarea cercetării științifice” din România.